# Bibliothèque féministe

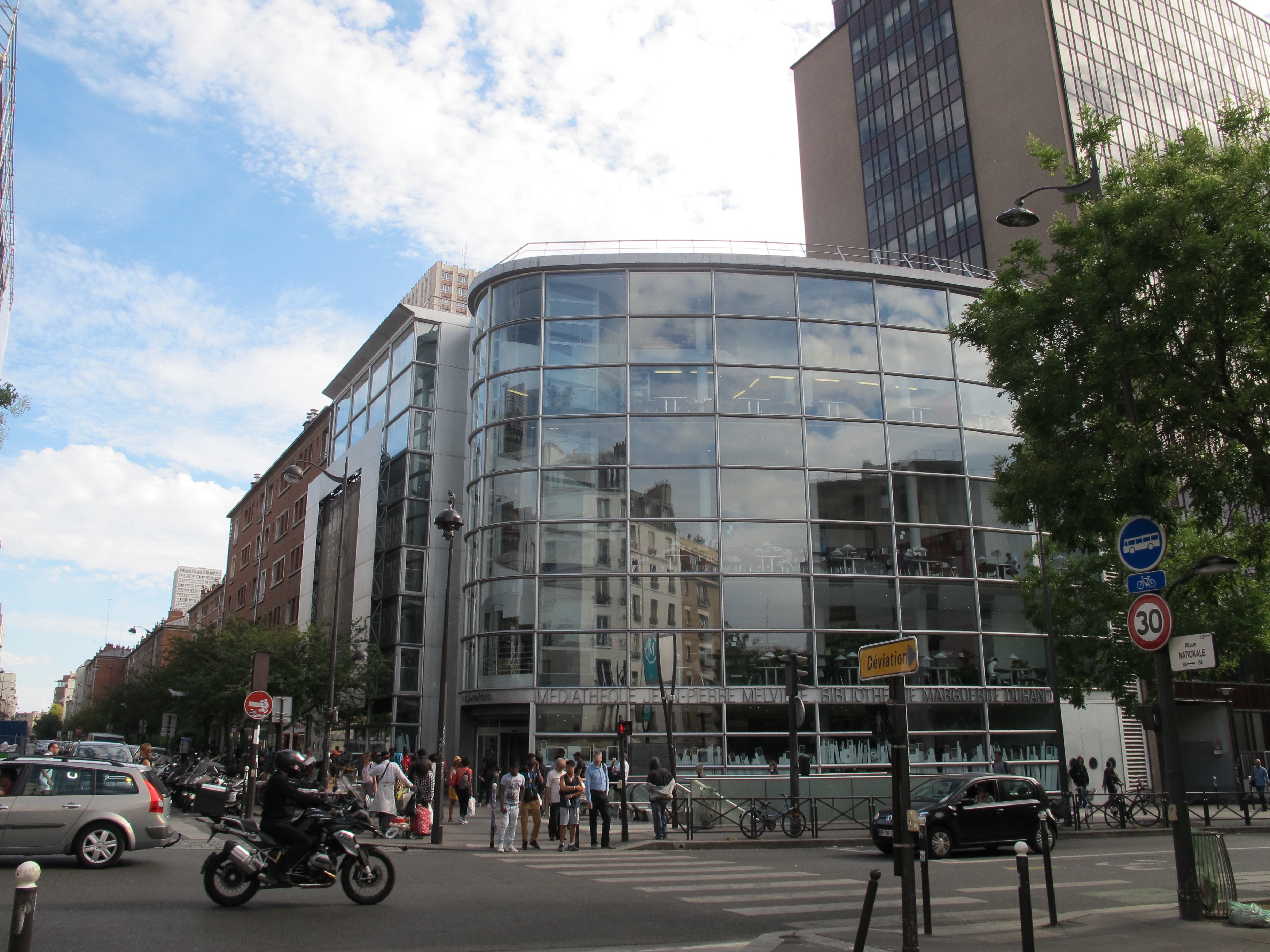
Bibliothèque Marguerite-Durand, dans le 13e arrondissement de Paris.

Les bibliothèques féministes sont des bibliothèques diffusant de l'information et des services aux personnes et communautés féministes.

## Histoire

### Europe

#### France
En 1901, Marguerite Belmant, connue sous le pseudonyme Marabel, crée une bibliothèque féministe itinérante, les livres y contenus peuvent également être empruntés par correspondance.
Le 19 février 1914, à la mort d'Eliska Vincent, ses archives constituées avec sa sœur Florestine Mauriceau sont léguées au Musée social dans l'objectif de fonder un Institut féministe. Le musée finit par créer une section pour les études féminines en 1916, mais malgré les efforts des exécuteurs testamentaires d'Eliska Vincent, Marguerite Durand et Maria Vérone, le musée n'accepte finalement pas de prendre en charge les archives. Les documents disparaissent et sont probablement détruits,.
En 1924, une bibliothèque féminine et féministe est créée par Eugénie Chulliat dans la bibliothèque de son mari Paul Ducrocq. Cette bibliothèque possède 3000 ouvrages. La bibliothèque de Chulliat disparaît en 1936 pour des raisons économiques.
En 1926, Marie-Louise Bouglé fonde une bibliothèque ouverte au public, dans une chambre du 10e arrondissement de Paris, contenant 10 000 ouvrages et des centaines de dossiers thématiques regroupant des articles de presse. La bibliothèque est déplacée rue du Moulin-de-la-Pointe (13e arrondissement de Paris), à la suite du mariage de Marie-Louise Bouglé avec André Mariani, plusieurs féministes radicales font des dons. En 1936, après la mort de Bouglé, la collection est transférée à la Bibliothèque historique de la ville de Paris.
En 1932 est créée la bibliothèque Marguerite-Durand, bibliothèque sur l'histoire des femmes, du féminisme et du genre, faisant partie du réseau des bibliothèques patrimoniales et spécialisées de la ville de Paris.

#### Royaume-Uni
Une bibliothèque féministe, Feminist Library, est fondée en 1975 dans la banlieue de Londres par un groupe de femmes pour que l'histoire du mouvement de libération ne tombe pas dans l'oubli.